# Serranía de Las Campanas
La Serranía de Las Campanas o del Cují está localizada en el departamento de Norte de Santander, Colombia. Sirve de límite con el municipio de Villa del Rosario; es un ramal que se desprende de la cordillera de La Vieja en el municipio de Chinácota, en el cerro del mismo nombre, recibiendo los nombres sucesivos de montañas de La Tascarena y cordillera de La Garita, enseguida serranía de Las Campanas y luego toma la Loma del Rosario; termina en el municipio cerca al punto de El Escobal, en la confluencia del río Pamplonita con el río Táchira.